# Kanton Roissy-en-Brie
Kanton Roissy-en-Brie is een voormalig kanton van het Franse departement Seine-et-Marne. Het kanton maakte deel uit van het arrondissement Torcy.
 Het werd opgeheven bij decreet van 18 februari 2014 met uitwerking in maart 2015.

## Gemeenten
Het kanton Roissy-en-Brie omvatte de volgende gemeenten:
- Ozoir-la-Ferrière
- Pontcarré
- Roissy-en-Brie (hoofdplaats)